# مپیرودیپین
مپیرودیپین (به انگلیسی: Mepirodipine) با فرمول شیمیایی C۲۷H۲۹N۳O۶ یک ترکیب شیمیایی با شناسه پاب‌کم ۶۵۸۸۴ است. که جرم مولی آن ۴۹۱٫۵۳۵۶۶ g/mol می‌باشد. 